# 網膜動脈閉塞症
網膜動脈閉塞症（もうまくどうみゃくへいそくしょう、retinal artery occlusion）とは、網膜にある動脈が閉塞する疾患である。

## 概要
閉塞する部位により網膜中心動脈閉塞症と網膜動脈分枝閉塞症に分けられる。症状は数分のうちに目が見えなくなるという突発性のものである。
閉塞した網膜動脈は血栓等が溶解されることで血流が再開する場合もある。しかし、網膜の神経細胞が血管の閉塞による血液の供給停止状態に耐えられる時間は長くても一時間ほどしかない。そのため、この時間内に血流が再開しなければ網膜の神経細胞は死滅してしまい、その後血流が戻ったとしても死滅した神経細胞は二度と機能しなくなってしまう。すなわち、重度の場合には血流が閉塞した側の隻眼が失明することを意味する。
なお、世界の失明の原因は、白内障、屈折異常、加齢黄斑変性、緑内障、糖尿病網膜症が主であるとされる。本疾患は統計的には稀ではあるが、血栓の閉塞を起因とする重篤な障害を引き起こす疾患として留意されるものである。